# 청-러시아 국경 분쟁
청-러시아 국경 분쟁(러시아어: Русско-цинский пограничный конфликт, 중국어: 雅克薩戰役, 영어: Sino-Russian border conflicts)은 1652년부터 1689년 사이에 코사크가 아무르강 이북의 청나라 영토를 점유하려고 시도하여, 러시아 차르국과 청나라 사이에 불거진 일련의 간헐적인 소규모 군사 충돌이다. 1686년에 청군이 알바진의 코사크 요새를 공략하고 1689년에 네르친스크 조약을 맺음으로써 적대적 행위는 막을 내렸다.

## 분쟁의 배경
시베리아의 남동쪽 구석, 스타노보이산맥의 남쪽 지역이 분쟁의 배경이 되었다. 수문학(水文學)적으로, 스타노보이산맥은 북쪽으로 흘러 북극해로 흘러들어가는 강들과 남쪽으로 흐르는 아무르강을 나누는 분수령이 된다. 생태학적으로 이 지역은 시베리아 타이가의 남동쪽 끝부분으로, 농업에 적합한 구역이 다소 섞여 있다. 사회적·정치적인 면에서는 기원후 약 600년 경부터 여진의 근거지에 속했다.
1643년에 러시아 차르국의 탐험가들이 스타노보이산맥 일대로 쏟아져 들어왔으나, 1689년까지 청나라 당국에 의해 모두 쫓겨났다.
1859년에서 1860년에 걸쳐 러시아가 이 지역을 차지했고, 재빨리 러시아계 인구로 채워넣었다.

## 청나라 측 입장
1639년~1643년: 청나라가 이 지역의 토착 지배자들에 대한 군사행동을 실시함.
- 1639년 12월~1640년 5월: 원주민과 청의 제1차 전투 - 구알라르 전투: 청나라의 2개 연대 규모 군대와 예벤키족 지도자 봄보고르(중국어: 博木博果尔 또는 博穆博果尔, 병음: Bomboguoer)가 이끄는 500여명의 예벤키-다우르족 징집병 간에 전투 발생.[3] 또다른 원주민 지도자 바르다시(중국어: 巴尔达齐 또는 巴尔达奇, 병음: Bardači)는 중립을 지킴.
- 1640년 9월: 원주민과 청의 제2차 전투 - 야크샤 전투: 예벤키족, 다우르족, 어룬춘족 등 원주민과 청군 간에 교전.
- 1643년 5월: 제3차 전투. 원주민들이 청에 항복함.

1643년~1644년: 바실리 폴랴코프
- 1643년 겨울~1644년 봄: 바실리 폴랴코프의 코사크 기병대가 선도하는 러시아군이 영토확장을 기도하며 제야강과 아무르강의 지류를 탐사함.

1649년~1653년: 예로페이 하바로프
- 1650년~1651년: 하바로프가 아르바시(중국어: 阿尔巴西, 병음: Arbaši)가 이끄는 다우르족을 격파하고 알바진의 다우르족 요새를 빼앗음.
- 1652년 3월 24일: 아찬스크 전투.

1654년~1658년: 오노프리오 스테파노프
- 1655년 3월~4월: 코마르 공성전.
- 1655년: 러시아 차르국이 ‘아무르 지역의 군사 총독’을 임명.
- 1657년: 샤르호디 전투.

1654년~1658년: 청-조선 연합군, 러시아에 대한 원정 실시
- 1654년 1월: 조선군이 닝안시에서 청군에 합류.
- 1654년 7월: 후통 전투. 현대의 이란현에 해당하는 숭화강 하류에서 청-조선 연합군 1,500여명과 400~500여명의 러시아군 충돌.
- 1658년: 닝안을 출발한 사르후다의 청군 함대(신류가 지휘하는 소수 조선군 포함)가 숭화강을 따라 아무르강 쪽으로 내려가고, 알바진 요새에서 기어나온 오노프리오 스테파노프의 소규모 코사크 선단을 발견. 아무르강상 전투는 송화강의 하구에서 불과 몇 마일 떠어진 곳에서 발발(1658년 7월 10일). 11척의 배로 이루어진 러시아 차르국 측 전단은 궤멸하고, 배 한척만 탈출. 스테파노프 본인도 작전 중 사망.[4]

1685년~1687년: 알바진/야케사 군사행동
- 1685년 5월~7월: 알바진 공성전(우측 정보상자의 그림에 묘사).
- 1868년 7월~10월: 신(新)알바진 공성전.

## 러시아 차르국측 관점

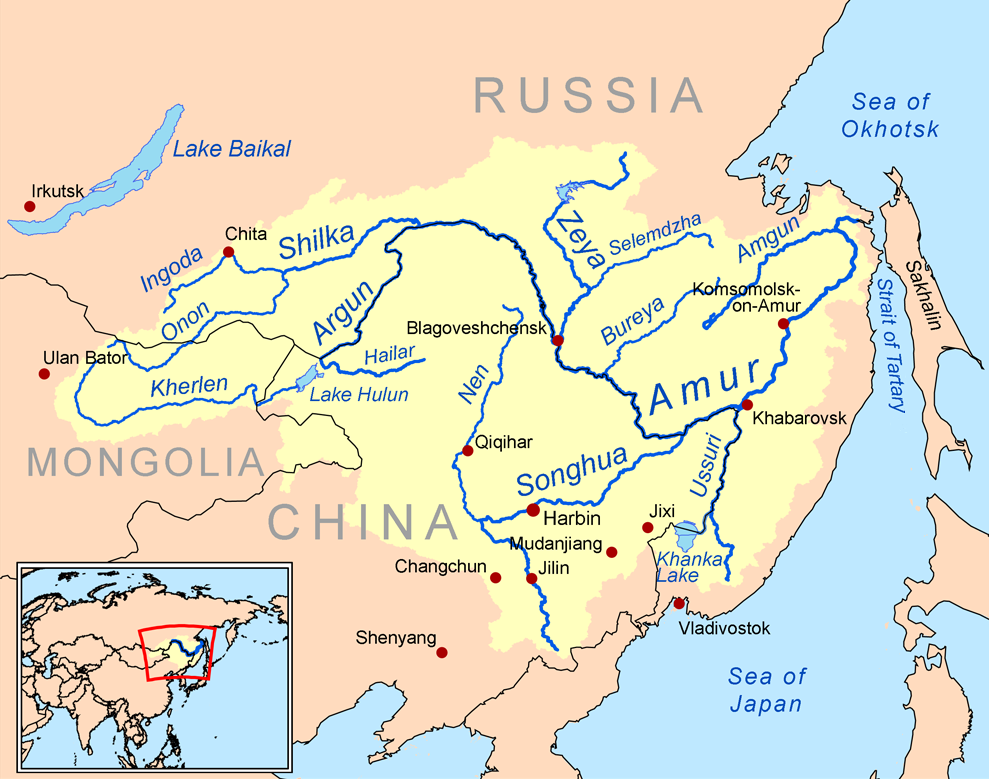
현대의 국경선을 표기한 아무르강 유역.

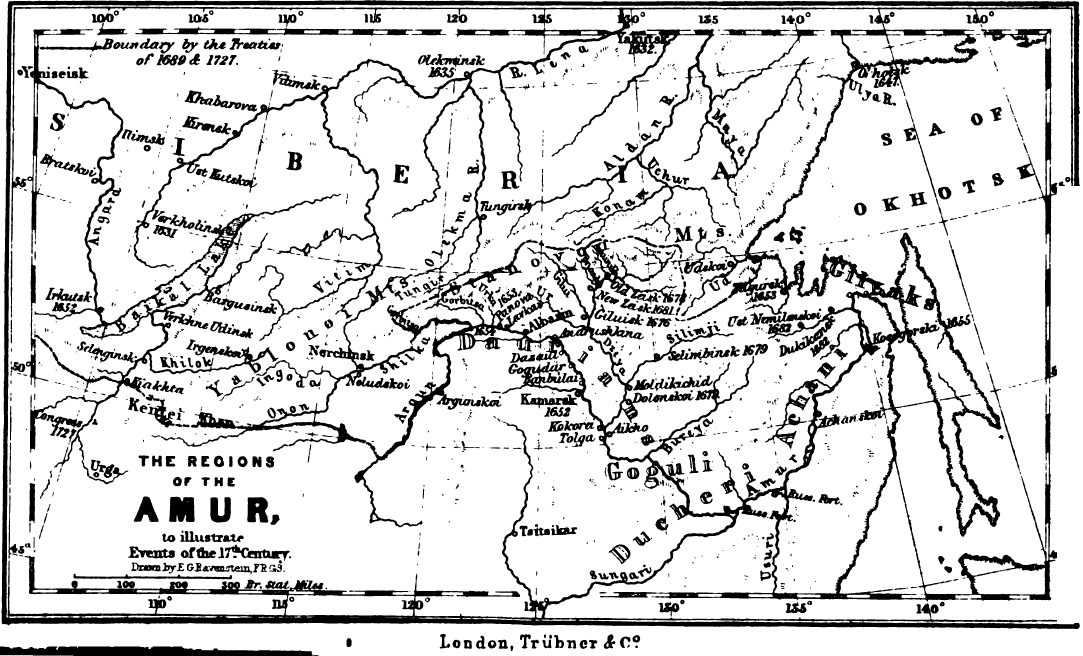
1860년의 아무르강 유역 지도.

이 단락에서는 위의 이야기를 러시아 차르국 측의 관점에서 재구성한다. 대부분의 내용은 제임스 포사이스(James Forsyth)와 브루스 링컨(W. Bruce Lincoln), 그리고 패트릭 마치(G. Patrick March)의 연구에 바탕한 것이다.
러시아 차르국은 1582년에 시비르 한국을 정복하면서 시베리아로 팽창을 시작했고, 1643년에 오호츠크에 도달함으로써 태평양에까지 영토를 넓혔다. 예니세이강의 동쪽 지방에는 농업에 적절한 땅이 거의 없었는데, 스타노보이산맥과 아무르강 사이에 있는 다우리아(현대의 자바이칼)는 예외였다. 이 땅에는 9,000여명의 다우르족, 14,000여명의 두체르족, 수천 명의 퉁구스계 예벤키족과 니브흐족이 살고 있었다. 다우리아에 대한 정보를 최초로 접한 러시아인은 1640년의 이반 모스크비틴과 막심 페르필레프로 추측된다.
1643년~1646년 폴랴코프: 1643년에 바실리 폴랴코프가 야쿠츠크에서 남쪽으로 내려가 제야강까지를 탐사했다. 그리고 아무르강을 따라 내려가 아무르강 하구에까지 도착한 뒤, 오호츠크 해 해안을 따라 북상하여 3년 뒤에 야쿠츠크에 귀환했다.
1649년~1650년 하바로프: 1649년에 예로페이 하바로프가 아무르 일대로 향하는 더 좋은 길을 발견하고, 재빨리 야쿠츠크로 돌아가 이 지역을 정복하기 위한 무력행동 개시를 건의했다.
1650년~1653년 또다시 하바로프: 하바로프는 같은 해(1650년)에 돌아와 강의 북단의 알바진에 동계병영(winter quarter)들을 세운다. 다음해 여름이 되자 아무르강을 따라 내려가 현대의 하바롭스크 지역에 아찬스크 요새를 건설한다. 러시아인들과 원주민들 사이에 충돌이 있자 원주민들은 자신들의 상국인 청에 도움을 요청한다. 1652년 3월 24일, 아찬스크는 많은 수의 청군에게 공격을 받는다. 청군은 닝안에서 출발한 여진족 600명과 약 1,500명의 다우르족과 두체르족으로 이루어져 있었으며, 장군 해색(중국어: 海色, 병음: Haise) 또는 러시아 표기로 이제네이(Изеней or Исиней) 가 지휘했다. 요새 공략은 실패했고, 해색은 그 책임을 지고 처형당한다. 강의 얼음이 녹자마자 하바로프는 상류로 철수하고 현대의 후마 현 지역에 동계병영을 건설한다. 1653년 봄이 되자 드미트리 지노비에프(Dmitry Zinoviev)가 지휘하는 증강 병력이 도착했다. 하바로프와 지노비에프가 싸움을 벌이고, 하바로프는 체포되어 증언을 하기 위해 모스크바로 끌려갔다.
1653년~1658년 스테파노프: 오노프리오 스테파노프가 400~500여명의 병력과 함께 뒤에 남았다. 스테파노프의 코사크 군은 원주민들을 약탈하면서 청의 지방군을 격퇴했다. 청은 두 가지 정책으로 맞섰다. 우선 지역 주민들을 소개시켜 러시아인들이 탐내는 식량 생산을 중지시켰다. 그리고 숭화강 하구의 니에르보(Nierbo) 마을 출신인 경험 많은 장군 사르후다를 닝안으로 파견하여 수비대 사령관(garrison commander)으로 임명했다. 1657년이 되자 사르후다는 울라 마을(현대의 지린)에서 40척 이상의 배를 건조했다. 1658년, 사르후다가 지휘하는 청 함대가 스테파노프를 추격하여 스테파노프 본인과 그 휘하 220명의 코사크인들을 잡아 죽였다. 탈출한 소수의 생존자들은 약탈을 하면서 연명했다.
1658년~1665년: 무인지대(No man's land) 청군은 1658년까지 네르친스크 이남의 러시아인들을 모두 쫓아내고, 코사크 패잔병들이 숨지 못하게 하기 위해 그 일대를 파괴했다. 그러던 중 자신들의 초토화 작전으로 인해 자신들이 먹을 식량마저 부족해지자 청군은 코사크를 더 쫓지 못했다. 1670년대에 청군은 북진하여 마야강까지 올라감으로써 러시아인들을 오호츠크 해안 너머로 몰아내려 했다.
1665년~1689년: 알바진 1665년, 니키포르 체르니코프스키(Nikifor Chernigovsky)가 일림스크의 보이보다를 살해하고 아무르로 도주한 뒤 알바진 요새를 차지했다. 이윽고 알바진 요새는 1670년에 공격받았으나 방어에 성공한다. 그러자 차르는 1672년에 사면령을 내리고 알바진을 공식적인 식민지로 인정한다. 한편 청군은 1673년에서 1683년까지 남부 지방에서의 삼번의 난을 진압하느라 북부에 신경을 쓰지 못했다. 1682년 또는 1684년에 모스크바에서 알바진의 보이보다가 파견되었다. 1685년, 반란을 완전히 진압한 청 제국은 알바진 요새를 공략하여 관대한 조건으로 항복을 받아낸다. 거의 대부분의 러시아인들은 네르친스크로 도망갔지만, 소수는 만주에 남아 페킹의 알바진 코사크가 되었다. 곧이어 청군이 남쪽으로 물러갔는데, 이 소식을 들은 알렉세이 톨부진(Aleksei Tolbuzin)이 이끄는 800명의 러시아인들이 또다시 몰려와 요새를 되찾았다. 그들의 본래 목적은 그저 곡식을 얻는 것 뿐이었으나, 불행히도 1686년에 청군이 돌아왔다. 이 마지막 싸움이 어떻게 끝났는지는 두가지 설이 있다. 먼저 공성전이 12월까지 질질 끌리다가 양국이 평화 조약을 맺어 흐지부지 되었다는 것과, 18개월 동안의 공성전 끝에 톨부진이 전사하고 요새는 함락되었다는 것이 두 설이다. 어찌 되었든 간에 전투가 끝났을 때 방어측 생존자는 100명이 채 되지 못했다.

## 나선정벌
당시 1654년과 1658년 사이 조선 또한 이 분쟁에 휘말려 참전했다. 1654년 3월 20일(음력 2월 2일)에 청나라에 다녀온 차사 한거원(韓巨源)이 서울에 돌아와 “조창(鳥槍)을 잘 쓰는 사람 1백여 명을 뽑아 보내라”는 청나라 예부의 요구를 전달했다. 이에 당시 조선의 왕이었던 효종이 ‘나선’이 어떤 나라냐고 묻자 한거원은 “영고탑 근처에 사는 별종들”이라고 대답했다. 한거원이 물러나자 영의정 정태화가 북우후(北虞候) 변급을 군사 인솔자로 추천했다.
서울을 출발한 변급은 회령에서 8일만에 영고탑에 도착하고, 영고탑에서 다시 14일 가서 왈합에 도착하여 러시아군과 조우했다. 이때 러시아군은 큰 배가 13척, 작은 배가 26척이었다. 청나라 장수가 조선군을 선봉에 세우려 하자 변급은 “이 작은 자피선으로 어떻게 저런 커다란 서양 배를 막을 수 있겠습니까?”라며 거부했고, 이를 타당하게 여긴 청군은 왈합 원주민 3백여 명과 청군 3백여 명으로 러시아군을 공격하고 조선군에게는 포병으로 지원사격을 맡겼다. 공격이 계속되자 덩치는 크지만 노가 없는 서양 배들은 아무르강(흑룡강)의 거센 물살을 이기지 못하고 떠내려가고 말았다. 변급은 음력 7월경에 영고탑으로 귀환했다.
1차의 경우 7일만에 적군을 패퇴시키고 조선군은 6월에 본국으로 개선하였다. 청은 조선 총수의 위력에 새삼 놀랐다고 한다.
1658년에는 청나라에 사신으로 갔다 온 이일선(李一善)이 “나선을 다시 정벌하려 하니 다섯 달 치의 군량을 제공하라”는 청 측의 요구를 전달했다. 조선은 군말없이 따랐다. 2차의 경우 10여 척의 배를 앞세우고 공격해 오는 러시아군에 총과 불화살로 맞서 싸워 대승을 거두었다. 청군은 조선군을 선봉으로 세우려 했는데 조선군은 작은 자피선만 가지고 있어서 러시아 차르국의 큰 군함에 대응할 수 없어 취소되었다. 방심하고 배에서 대기를 하던 러시아군을 향해 기습적으로 불을 저질러 큰 혼란을 주는 방법으로 스테파노프를 포함하여 270여 명이 전사하였고 잔당은 모두 패퇴하였다. 러시아군은 조선 총수들을 나나이(대두족)라고 부르며 무서워했었지만, 러시아군은 이 조선군과 청군이 다른 나라 군대라고 생각하진 않았고, 조선군을 특등 사수로 생각했다. 이때 조선군은 7명의 전사자를 냈는데 전사자가 나온 경로가 황당하다. 조선군의 조총 사격에 러시아인들은 모두 뱃속에 숨어 있었고 조선군과 청군은 러시아 차르국 배에 불을 질렀으나 러시아배에 실린 재물을 탐한 청나라 장수가 배의 불을 진화하고 전리품을 얻을 것을 명령하면서 조선병사들은 황급히 불을 끄고 다시 배로 돌아가는 헛수고를 해야 했다. 그 때 숨어있던 러시아인들이 사격을 가하면서 조선군 7명을 포함한 다수의 전사자가 났고 기습공격에 분노한 조선군은 반격을 가해 러시아인들을 모두 섬멸했다. 청군은 조선군 시신을 화장할 것을 명령했으나 조선군은 조국의 산하에 묻어주진 못할 망정 이국에서 태울 순 없다고 하며 근처에서 매장을 했다. 신류가 인솔한 것으로 알려진 1658년 원정에 대해서는, 파병에 응했다는 것 이외에는 《조선왕조실록》 상에 남아있는 기록은 없다. 그러나 신류장군이 쓴 당시의 상황을 다룬 일기인 《북정록》이 남아있다. 다른 이본으로는 1869년에 신류의 6세손 호응(顥應)이 1869년(고종 6)에 펴낸 《통상신공실기》(統相申公實記)가 있는데 이 책에는 〈북정일기〉(北征日記)로 되어 있으며, 이후 1980년에 현대어로 번역되어 재출간되었다. 이 일기는 신류가 이끌었던 나선정벌에 대한 자세한 기록이 남아있으며 전투상황과 청-조선 연합군의 작전, 러시아군의 모습을 그린 아주 귀중한 자료로 평가된다.

## 전후 처리
1689년, 네르친스크 조약이 체결되고 러시아 차르국은 알바진을 포함하여 아무르 일대의 영토를 모두 잃었다. 청과 러시아 차르국의 국경은 아르군강과 스타노보이산맥으로 결정되었다. 1727년에 캬흐타 조약이 체결됨으로써 이 국경을 다시 한번 확정짓고, 러시아인과 중국인 사이의 교역을 규제했다.
알바진 요새가 함락되고 거의 2세기가 지난 1858년, 아이훈 조약으로 러시아는 마침내 스타노보이산맥과 아무르강 사이의 영토를 손에 넣었다. 1860년의 베이징 조약에 따라 러시아는 애당초 17세기에 분쟁 대상도 아니었던 프리모르스키를 차지했고, 그 뒤로 지금까지 외만주는 러시아의 영토에 속해 있다.

## 같이 보기
- 러시아 차르국
- 러시아의 시베리아 정복
- 외만주
- 중소 국경 분쟁
- 북정록